# Byblos
Byblos, trong tiếng Ả Rập Jubayl (tiếng Ả Rập: جبيل  Ả rập Liban phát âm: [ʒbejl]) là một thành phố bên bờ Địa Trung Hải nằm ở tỉnh Núi Liban, Liban. Nó được cho là đã bị chiếm đóng lần đầu tiên vào khoảng giữa năm 8800 và 7000 trước Công nguyên (TCN), và theo thần thoại Sanchuniathon của người Phoenician thì thành phố được xây dựng bởi Cronus như là thành phố đầu tiên của Phoenicia. Byblos là một trong những thành phố có người ở lâu đời nhất thế giới khi nó trở thành một khu định cư kể từ năm 5.000 TCN. Năm 1984, thành phố đã được UNESCO công nhận là di sản thế giới.

## Tên
Gubal là một thành phố của người Canaan trong thời đại đồ đồng, lúc đó nó cũng được biết đến như là Gubla trong Amarna. Trong thời đại đồ sắt, thành phố được biết đến với tên là Gebal trong Phoenician và xuất hiện trong Kinh Thánh Hebrew dưới tên Geval (Tiếng Hebrew: גבל). Sau đó, nó được rất nhiều người biết đến với tên Gibelet trong cuộc Thập tự chinh. Thành phố trong ngôn ngữ Canaan hay tên Phoenician (GBL, tức là Gubal, Gebal...) tất cả có thể được bắt nguồn từ gb có nghĩa là "tốt" hoặc "xuất xứ" và El, tên của vị thần tối cao của đền thờ Byblos. Thành phố ngày nay được gọi bằng cái tên tiếng Ả Rập là Jubayl hoặc Jbeil (جبيل), một cái tên hậu duệ trong tiếng Canaan. Tuy nhiên, tên Ả Rập được rất có thể bắt nguồn từ chữ Phoenician GBL có nghĩa là "ranh giới", "huyện" hay "đỉnh núi"; trong ngôn ngữ Ugaritic thì tên của thành phố có thể có nghĩa là "núi", tương tự như Jabal tiếng Ả Rập.
Tên trong tiếng Hy Lạp là Βύβλος có lẽ là từ bắt nguồn của cái tên Byblos. Papyrus trong tiếng Hy Lạp βύβλος (bublos) được nhập đến vùng biển Aegea thông qua thành phố này. Những từ trong tiếng Hy Lạp βιβλίον (vivlos, vivlion) và số nhiều βίβλοι, βιβλία (vivli, vivlia) và cuối cùng là thành chữ Bible (Giấy cói, cuốn sách) được biết đến là Kinh Thánh xuất phát của cái tên.

## Lịch sử và khảo cổ học
Byblos nằm cách khoảng 42 kilômét (26 mi) về phía bắc thủ đô Beirut. Nó là điểm hấp dẫn đối với các nhà khảo cổ vì các mảnh ghép kế tiếp trong nhiều thế kỷ trước về cuộc sống con người. Nó lần đầu tiên được khai quật bởi Pierre Montet từ năm 1921 đến năm 1924, tiếp theo là Maurice Dunand từ năm 1925 trong khoảng thời gian 40 năm.
Thành phố dường như đã là một khu định cư trong thời gian PPNB, tức là khoảng 8800-7000 năm TCN. Thời đại đồ đá mới còn lại thông qua một số tòa nhà có thể quan sát được tại các địa điểm khảo cổ ở Byblos. Theo nhà văn Philo trích dẫn trong Sanchuniathon và những trích dẫn của nhà sử học Eusebius thì Byblos có tiếng là thành phố lâu đời nhất trên thế giới, được thành lập bởi Cronus. Trong thiên niên kỷ thứ 3 TCN, những dấu hiệu đầu tiên của một thị trấn có thể được quan sát thấy, với phần còn lại của những ngôi nhà được xây dựng tốt có kích cỡ đồng đều. Đây là giai đoạn khi nền văn minh Canaan bắt đầu phát triển.

### Thời kỳ đồ đá và đồ đồng đá
Jacques Cauvin công bố về công cụ đá lửa từ thời đại đồ đá mới và phân tầng Thời đại đồ đồng đá tại Byblos vào năm 1962. Dấu tích của con người đã được tìm thấy trong ngôi mộ thời đại đồ đồng đá được công bố bởi H.V. Vallois năm 1937. Những ngôi mộ thời kỳ này đã được đánh giá và thảo luận bởi Emir M. Chehab vào năm 1950. Nghề làm gốm sớm được hình thành là công bố của E.S. Boynton vào năm 1960 qua những nghiên cứu của R. Erich năm 1954 và sau đó là Van Liere và Henri de Contenson năm 1964.
Khu định cư thời tiền sử tại Byblos theo Dunand được phân chia thành năm giai đoạn, mà gần đây đã được mở rộng và tái hiệu chuẩn bởi Yosef Garfinkel, tương quan với Jericho;
- Thời đại đồ đá cổ đại (tiền giai đoạn): Tương ứng với PPNB ở Jericho đại diện bởi sàn thạch cao và nhà Naviforme giữa 8800 và 7000 TCN.
- Thời đại đồ đá cổ đại (hậu giai đoạn): Tương ứng với PNA ở Jericho IX (văn hóa Yarmukian) giữa 6400 và 5800 TCN đại diện bởi gốm, lưỡi liềm, tượng nhỏ và các dụng cụ nhỏ khác.
- Trung thời kỳ đồ đá mới: Tương tự như Thời đại đồ đồng đá của Beit She'an biểu hiện qua gốm, mạch đá, tháp chứa, hầm mộ và con dấu, trong khoảng thời gian 5300 và 4500 TCN.
- Thời đại đồ đồng đá cổ đại: Tương ứng với Thời đại đồ đồng đá muộn của Ghassulian, biểu hiện thông qua các chum chôn cất, đá lửa, thùng đựng, tượng trong khoảng thời gian từ 4500 và 3600 TCN.
- Thời đại đồ đồng đá cuối: tương ứng với đầu thời đại đồ đồng, đại diện bởi kiến trúc và con dấu hình trụ ấn tượng từ 3600 và 3100 TCN.[1]

Trong thời đại đồ đá cổ đại, thành phố là một khu định cư muộn hơn so với những khu vực khác trong Thung lũng Beqaa như Labweh và Ard Tlaili. Nó nằm ở khu vực dốc hướng ra biển với hai ngọn đồi và một thung lũng tươi tốt ở giữa. Khu vực ban đầu phát triển xuống thung lũng, bao phủ diện tích 1,2 ha có đất đai màu mỡ cùng một khu vực trú ẩn an toàn cho tàu thuyền. Dunand phát hiện ra khoảng 20 ngôi nhà mặc dù một số khu định cư đã được cho là biến mất do nước biển nhấn chìm, cướp bóc hoặc bị phá hủy. Dwellings là hình chữ nhật với trát tầng, gốm thường được tối phải đối mặt đồ đánh bóng với một số hiển thị vỏ. Nơi ở có hình chữ nhật với sàn được trát.